# De Fryske Marren

A község részletes topográfiai térképe, 2014 szeptember

De Fryske Marren (korábbi neve: De Friese Meren) hollandiai község, Frízföld tartományban. Lakosainak száma 51 778 fő (2021. január 1.).  A község nevének jelentése magyarul A fríz tavak. A községháza Joure településen áll. 

## Történelme
A község, azaz önkormányzatú közigazgatási alapegység 2014. január 1-jén jött létre Gaasterlân-Sleat, Lemsterland, Skarsterlân községek, valamint Boornsterhem község egy részének egyesítésével. Lakóinak száma ekkor körülbelül 51 200 volt. Nagyobb települései Sloten városka és Balk, Joure és Lemmer falvak. 

## A község elnevezése
Az egyesülésről szóló törvény értelmében a község neve De Friese Meren, azaz hollandul lett meghatározva. A községek tanácsának azonban mindig jogában áll a község elnevezését megváltoztatni. A 2013. november 13-án a helyhatósági választásokkal párhuzamosan a területen népszavazást is rendeztek az elnevezésről. Ennek során 42,4% a De Friese Meren változat mellett szavazott, 41,6% ennek fríz nyelvű változatát (De Fryske Marren) részesítette előnyben, valamint 2,9% a 'Marrelân' („Tóföld”)  illetve 1,8% a 'Sudergoa', ugyancsak fríz nyelvű neveket szerette volna.
A községi önkormányzat létrehozása során, 2013 novemberében, a Fríz Nemzeti Párt (Fryske Nasjonale Partij, FNP) és a CDA holland kereszténydemokrata párt közötti koalíciós tárgyalásokon megállapodás született arról, hogy a község hivatalos neve mégis a fríz változat, azaz De Fryske Marren lesz, mivel a fríz párt ehhez mindenképpen ragaszkodott, arra hivatkozva, hogy a választók többsége fríz nevet szeretett volna. A községi tanács ennek megfelelően 2014. április 23-án 19 szavazattal 12 ellenében úgy döntött, hogy a község hivatalos neve 2015. július 1-től De Fryske Marren lesz.

## Földrajza
De Fryske Marren Súdwest-Fryslân, Heerenveen, Leeuwarden, Weststellingwerf és Noordoostpolder községekkel határos.

### Települések
Az új község területén 51 hivatalos település van, közöttük egy történelmi város, Sloten.
| - Akmarijp - Bakhuizen - Balk - Bantega - Boornzwaag - Broek - Delfstrahuizen - Dijken - Doniaga - Echten - Echtenerbrug - Eesterga - Elahuizen - Follega - Goingarijp - Harich - Haskerhorne | - Idskenhuizen - Joure - Kolderwolde - Langweer - Legemeer - Lemmer - Mirns - Nijehaske - Nijemirdum - Oldeouwer - Oosterzee - Oudega - Oudehaske - Oudemirdum - Ouwster-Nijega - Ouwsterhaule - Rijs | - Rohel - Rotstergaast - Rotsterhaule - Rottum - Ruigahuizen - Scharsterbrug - Sint Nicolaasga - Sintjohannesga - Sloten - Snikzwaag - Sondel - Terhorne - Terkaple - Teroele - Tjerkgaast - Vegelinsoord - Wijckel |

### Vízrajz
A község területén 51 önálló névvel felszíni állóvíz, valamint ugyancsak 50 körüli csatorna és más folyóvíz található. Ezek nevének a fríz változata a hivatalos, kivéve az IJsselmeert, amely számos község területén fekszik és országos jelentősége van.

## Látnivalók
A területen százas nagyságrendben találhatók országos jelentőségű műemlékek.

## Fordítás
- Ez a szócikk részben vagy egészben a De Friese Meren című holland Wikipédia-szócikk ezen változatának fordításán alapul.  Az eredeti cikk szerkesztőit annak laptörténete sorolja fel. Ez a jelzés csupán a megfogalmazás eredetét és a szerzői jogokat jelzi, nem szolgál a cikkben szereplő információk forrásmegjelöléseként.